# Ylla
Pour la nouvelle de Ray Bradbury, voir Chroniques martiennes.
Camilla Koffler dite Ylla, née à Vienne en Autriche le 16 août 1911 et morte à Bharatpur en Inde le 30 mars 1955, est une photographe américaine d'origine hongroise, dont la notoriété s’est affirmée dans le genre animalier.

## Biographie
Camilla - ou Kamilla - Koffler est née à Vienne, en Autriche, d'un père d'origine roumaine et d'une mère d'origine croate, tous deux de nationalité hongroise. À l'âge de huit ans, elle est placée dans un pensionnat allemand à Budapest, en Hongrie. Elle y passe son enfance. Elle choisit de se faire appeler Ylla, le prénom Kamilla / Camilla étant le même que le mot serbe pour « chameau ». En 1926, elle rejoint sa mère à Belgrade, en Yougoslavie, où elle commence des études de sculpture.  
Ylla s'installe à Paris en 1930 dans l'intention de poursuivre ses études à l'Académie Colarossi et y fait la rencontre d'Ergy Landau qui l'initie à la photographie et pour qui elle travaille comme retoucheuse ; Ergy Landau l’introduit dans le cercle des artistes hongrois émigrés à Paris, comme Brassaï ou André Kertész. Elle ouvre son propre studio à Paris et se spécialise dans la photographie des animaux. Elle expose aux côtés des membres du groupe des « Dix » ; avec Brassaï, Ergy Landau, Nora Dumas et Émile Savitry, elle fait partie de l'agence Rapho dès sa création en 1933 par Charles Rado ; ses photographies sont publiées dans la presse et dans plusieurs ouvrages. 
Elle émigre aux États-Unis en 1942 grâce à l'Emergency Rescue Committee coordonné par Varian Fry ; avec l'appui du Museum of Modern Art (MoMA) et de Beaumont Newhall, elle ouvre un studio de photographie à New York. 
Elle rapporte de son voyage de plusieurs mois en 1952 au Kenya et en Ouganda plusieurs milliers de photographies qui accompagnent publicité, magazines et ouvrages pour enfants. Ses plus grands succès de librairie sont Le petit Lion avec un texte de Jacques Prévert, ainsi que Deux Petits ours, publié simultanément en 1954 à Lausanne avec un texte de Paulette Falconnet et à New York avec le texte écrit par Ylla elle-même. En 1954, elle est considérée comme la plus grande photographe animalière et fait régulièrement la une des journaux des deux côtés de l'Atlantique. 
En 1954, elle est invitée en Inde par le maharadjah de Mysore Jayachamarajendra Wadiyar ; le 30 mars 1955, à l'âge de 43 ans, alors qu'elle photographie une course de bœufs attelés à la foire de Bharatpur, dans l'état du Rajasthan, elle tombe du capot de sa Jeep et se blesse mortellement. 
Ses dernières photographies, ainsi que des notes personnelles de ce voyage qui n'étaient pas destinées à être publiées, figurent dans l'ouvrage Animaux des Indes, édité à Lausanne en 1958.
Le cinéaste américain Howard Hawks s'est inspiré d'Ylla pour l'un des personnages principaux de son film Hatari ! sorti en 1962 : la photographe suisse Anna Maria d'Allessandro, dite « Dallas », qui travaille pour un zoo, jouée par Elsa Martinelli.

## Livres de photographies

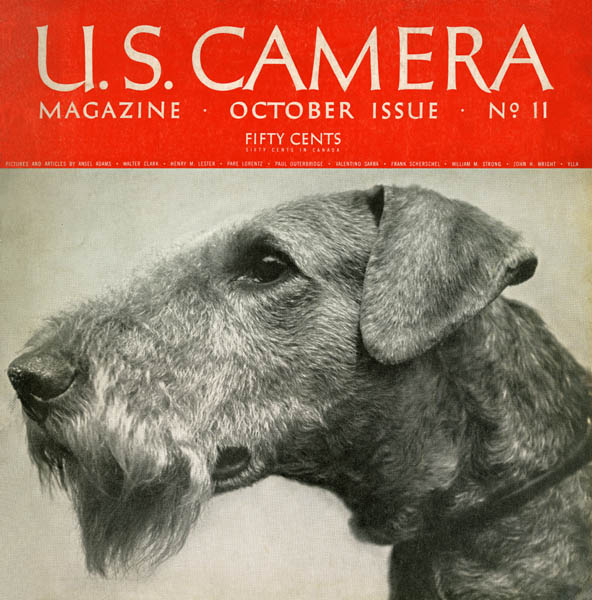
Un chien terrier photographié par Ylla, en couverture de la revue U.S. Camera, octobre 1940.

- Chats, préface de Paul Léautaud, conception graphique de Raymond Gid, Paris, Éditions O. E. T., 1935, 7 ff. de texte, 16 photographies.
- Chiens, préface de Jules Supervielle, Paris, Éditions O. E. T., 1936, 12 p. de texte, 16 photographies.
- Petits et grands, texte d'André Demaison, Paris, Arts et métiers graphiques (coll. « Au royaume des bêtes »), Londres, Country life, New-York, Charles Scribner's sons, 1938, 28 ff.
- Le Petit Lion, texte de Jacques Prévert, Paris, Les arts graphiques éditeurs, 1947 ; réédition en 1958[8].

édition anglaise : The Sleepy Little Lion, texte de Margaret Wise Brown, Londres, Harvill Press, 1960.
- Chiens, préface de Charles-Albert Cingria, Genève, J. Marguerat (coll. « Merveilles du Monde »), 1949, 21 p.
- Des bêtes, texte de Jacques Prévert, conception graphique de Pierre Faucheux, Paris, N.R.F. (coll. « Le Point du Jour »), 1950, 31 p.[N 2]

édition américaine : (en) Animals, préface de Julian Huxley, New York, Hastings House, 1951.
- 85 chats, préface de Dominique Aury, Lausanne, Éditions Clairefontaine (coll. « La Guilde du livre », no  180), 1952, 71 p. ; réédition Paris, Gallimard, 1986.
- Tico-Tico, texte de Georges Ribemont-Dessaignes, Paris, Gallimard, 1952, 32 p. Extrait en ligne)[10].
- Animaux d'Afrique, texte de Louis Leakey et Michel Ragon, Paris, Robert Delpire (coll. « Neuf », no  10), 1953, 144 p.[11].

édition anglaise : Animals in Africa, Londres, Harvill Press, 1953, 144 p.
- Le Canard blanc, texte de François Cali, Grenoble, Arthaud, 1953, 28 p. (Extrait en ligne).
- Deux petits ours, texte de Paulette Falconnet, Lausanne, La Guilde du livre (coll. « La Guilde du livre », no  621), 1954, 16 f.

édition américaine : Two Little Bears, texte de Ylla, New York, Harper & Brothers, 1954.
- Le Petit éléphant, texte de Paulette Falconnet, Lausanne, Éditions Clairefontaine (coll. « La Guilde du livre », no  623), 1955, 16 f.
- Mères et petits, texte de Frédéric Massy (pseudonyme de Claude Roy, Lausanne, Éditions Clairefontaine (coll. « La Guilde du livre », no  132), 1958, 18 f.
- Animaux des Indes, conception graphique de Luc Bouchage, Lausanne, Éditions Clairefontaine (coll. « La Guilde du livre », no  307), 1958, 136 p.

## Collections
- Centre Georges-Pompidou, Paris[12].

## Expositions
- 16 janvier - 1er mars 1936 : Exposition internationale de la photographie contemporaine, Musée des arts décoratifs, Paris ; neuf photographies de Ylla y sont exposées[13],[14].
- 1936 : exposition de photographies d'Ylla, Ergy Landau et Pierre Jahan, Galerie Ecalle, Paris[15].
- 18 novembre 1983 - 8 janvier 1984 : Ylla, Musée Nicéphore-Niépce, Chalon-sur-Saône[16].
- 9 avril 2011 - 12 mars 2012 : "Des bêtes", Jacques Prévert et Ylla, Maison Jacques-Prévert, Omonville-la-Petite[17],[18].